# Масове вбивство в Гегенмяо
Різанина в Гегенмяо, також відома як інцидент в Гегенмяо — масове вбивство понад половини групи з 1800 японських жінок і дітей, що сховалися в буддійському монастирі Гегенмяо (葛根廟) 14 серпня 1945 року під час радянського вторгнення в Маньчжурію, вчинене радянськими і китайськими військами.
Біженки та діти були застрелені, задавлені танками або вантажівками або заколоті радянськими військовими після того, як підняли білий прапор. Протягом двох годин було вбито понад тисячу японців, в основному жінок і дітей. У бійні також брали участь китайці. Частину японців загнали в річку, де вони потонули.
Також були засвідчені випадки, коли у матерів відбирали дітей, щоб продати їх на ринку рабів. На ринку японський хлопчик міг коштувати 300 окупаційних ієн, а дівчинка — 500 ієн.